# Tacunan
Tacunan es un despoblado peruano ubicado en el distrito de Gorgor, perteneciente a la provincia de Cajatambo del departamento de Lima, al centro oeste del Perú. 

## Ubicación
Tacunan se ubica al sur de la provincia de Cajatambo, en el distrito de Gorgor, en el departamento de Lima.

## Demografía
En 2017 Tacunan no tuvo a ningún habitante empadronado, y tenía 2 viviendas.
| 0                                         | 0 |
| (Fuente: Población 1993 (Tucunan) y 2017) |   |